# Bivacco Combi e Lanza
Il bivacco Combi e Lanza è un rifugio alpino italiano non custodito, sito nelle Alpi lepontine in Piemonte, non lontano dal confine con la Svizzera, a 2.420 m s.l.m. Costruito nel 1974 dal Club Alpino Italiano (C.A.I.) di Omegna è dedicato ai giovani alpinisti Luigi Combi, detto Sip, e Piero Lanza, entrambi deceduti a seguito di un incidente sul canalone Marinelli il 19 luglio 1970.

## La posizione
Il bivacco, dotato di due locali sempre aperti, è in posizione strategica per le ascensioni delle cime vicine o per raggiungere Binn nel Canton Vallese attraverso il passo di Cornera.

## Accessi
Dall'alpe Devero si raggiungono i piani di Buscagna e quindi si segue prima un ripido sentiero, poi un canalino a volte bagnato con passaggi di I ed un paio di II.
Dal bivacco si può raggiungere Binn in Svizzera.

## Ascensioni
- Pizzo Cornera - 3.083 m
- Pizzo di Boccareccio - 3.027 m